# Nemexia Evolution

Nemexia Evolution - de la stânga la dreapta: amiralul celor trei rase Nox, Confederation şi Terteths

Nemexia Evolution este un joc științifico-fantastic pentru calculator, online, multiplayer, realizat de XS Software din Bulgaria, bazat pe un browser web. Este plasat în viitor, în spațiul cosmic. Se poate juca alături de mii de alți jucători și este disponibil în mai multe limbi, printre care și în română. 
Sunt disponibile trei rase Confederation (oamenii din viitor), Terteths (roboți) și Nox (o rasă de extratereștrii).
Jocul conține și o parte RPG: fiecare jucător are un amiral care crește în nivel în urma punctelor obținute în bătălii.

## Premii și nominalizări
2009 Galaxy News - Browser Game of the Year
- Nominalizat pentru poveste (cadru, ideea, setări)
- Nominalizat pentru strategie (joc strategic sau tactic care necesită numeroase abilități de luare a deciziilor)